# Bellwood (Nebraska)
Bellwood – wieś w Stanach Zjednoczonych, w stanie Nebraska, w hrabstwie Butler.